# Jonas Warrer
Jonas Warrer (Aarhus, 22 marzo 1979) è un velista danese.

## Palmarès

### Olimpiadi
- 1 medaglia:
  - 1 oro (Pechino 2008 nella classe 49er)

### Mondiali
- 1 medaglia:
  - 1 argento (Santander 2014 nella classe 49er)